# Tama-Gebiet

Präfektur Tokio mit dem Tama-Gebiet (grün) und den 23 Bezirken (Gelb).

Die Tama-Region bzw. das Tama-Gebiet (jap. 多摩地域, Tama-chiiki) ist der westliche Teil der Präfektur Tokio, also das gesamte Präfekturgebiet auf der Hauptinsel westlich der 23 Bezirke. Geographisch hat das Gebiet Anteil am Okuchichibu-Gebirge (im Kumotori-yama 2017 m hoch), an der Musashino-Hochebene (武蔵野台地, Musashino-daichi), am Tama-Hügelland und an der Tiefebene des Tama-Flusses.
Das gesamte Gebiet umfasst 1.169,49 km² in 26 kreisfreien Städten (shi) sowie im verbleibenden Rest des Kreises West-Tama mit 3 Städten (machi) und einem Dorf (mura). Das Gebiet hat 4.128.111 Einwohner, bei einer Bevölkerungsdichte von 3.529,83 Einwohnern pro km² (Stand 1. Mai 2008). Die Bevölkerung verteilt sich dabei bedingt durch die geografischen Verhältnisse und die Nähe zum Zentrum Tokios sehr unterschiedlich. In dem im äußersten Nordwesten des Gebietes gelegenen Okutama leben 27 Einwohner je km², im stark verstädterten Komae im Südosten beträgt die Bevölkerungsdichte hingegen 12.264 Einwohner je km². Historisch entspricht die Tama-Region weitgehend dem Tama-gun (Kreis Tama) der Provinz Musashi ohne den Kreis Ost-Tama und zwei Gemeinden aus Süd-Tama, die im frühen 20. Jahrhundert in die Stadt Tokio eingemeindet wurden, und war von 1871 bis 1893 Teil der Präfektur Kanagawa.

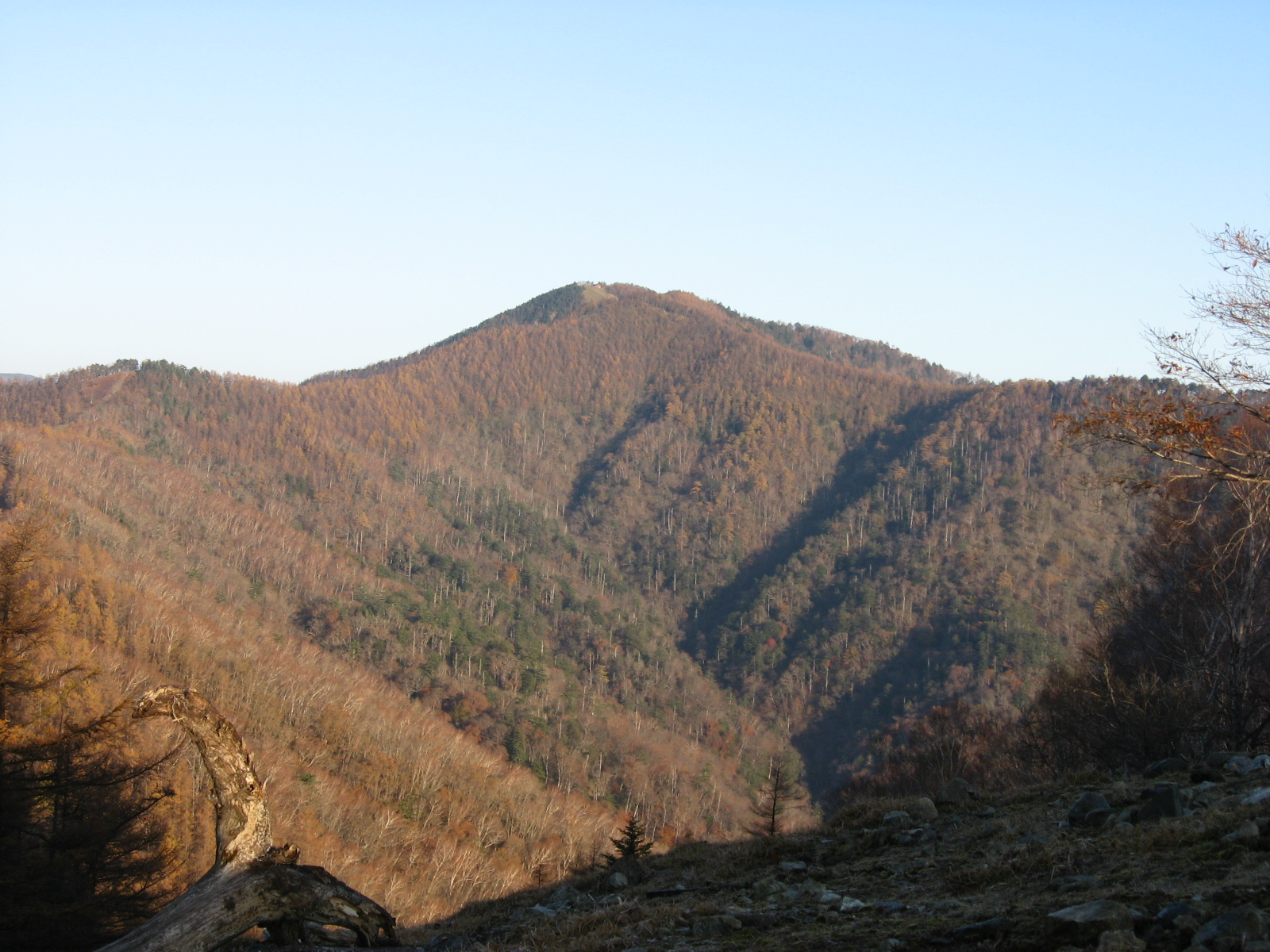
Der Kumotori-yama (2017 m) liegt im äußersten Westen des Tama-Gebiets. Auf seinem Gipfel treffen die Präfekturen Tokio, Saitama und Yamanashi aufeinander. Er ist die höchste Erhebung des Tama-Gebiets und der Präfektur Tokio.

Die kreisfreien Städte sind im Einzelnen:
- Akiruno
- Akishima
- Chōfu
- Fuchū
- Fussa
- Hachiōji
- Hamura
- Higashikurume
- Higashimurayama
- Higashiyamato
- Hino
- Inagi
- Kiyose
- Kodaira
- Koganei
- Kokubunji
- Komae
- Kunitachi
- Machida
- Mitaka
- Musashimurayama
- Musashino
- Nishitōkyō
- Ōme
- Tachikawa
- Tama

Der Rest des Gebiets, die Kleinstädte Hinode, Mizuho, Okutama und das Dorf Hinohara liegen im Landkreis Nishitama.